# De La Rue (Unternehmen)

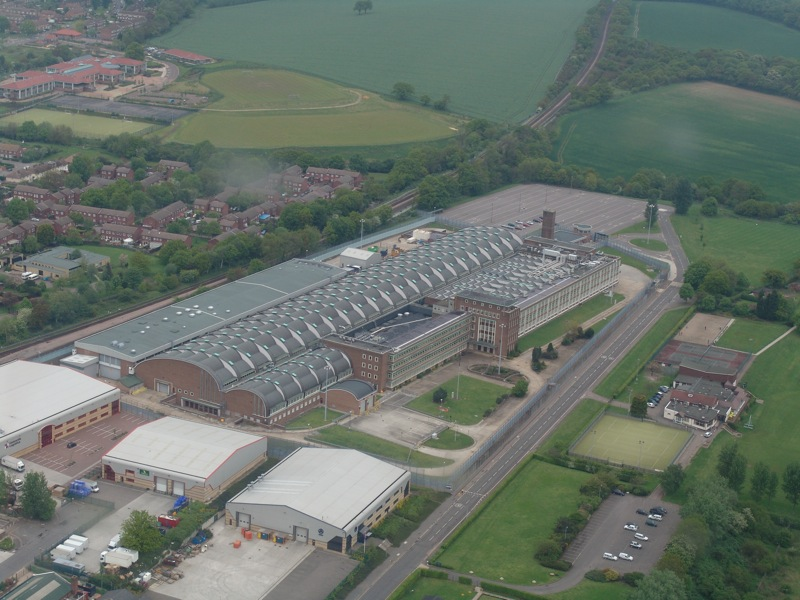
Gebäude der Debden Security Printing Ltd (im Besitz von De La Rue), wo die Noten der Bank of England gedruckt werden

Das britische Traditionsunternehmen De La Rue plc. wurde 1821 von Thomas de la Rue (* 1793 auf Guernsey, † 1866 in London) gegründet und ist heute der weltweit größte nichtstaatliche Hersteller von Banknoten. Über 150 nationale Währungen und zahlreiche Sicherheitsdokumente wie beispielsweise Reiseschecks werden mit der Unterstützung der Sicherheitsdruckerei hergestellt. Ehemalige Geschäftsfelder waren der Druck von Briefmarken, von Sicherheitsdokumenten und Spielkarten sowie die Produktion von Schreibgeräten. Auch aus der Herstellung von Sicherheitspapier und von Maschinen zur Banknotenbearbeitung sowie Geräten zum Bargeldmanagement ist De La Rue ausgestiegen.
Das Unternehmen beschäftigt über 2.300 Personen (Stand 2022). De La Rue plc. ist gelistet am Index FTSE 250 Index der London Stock Exchange (LSE) unter dem Kürzel DLAR. Ausgegeben wurden insgesamt 104 Millionen Aktien mit einer Marktkapitalisierung von 82 Millionen Britische Pfund (Stand 27. April 2023).

## Konkurrenz
Hauptkonkurrenten auf dem Weltmarkt sind die französische Oberthur mit Sitz in Colombes und Giesecke+Devrient mit Sitz in München.

## Geschichte
Zu Beginn stellte Thomas de la Rue Strohhüte her, ging jedoch in Konkurs. Mit der Umstellung auf Papierhüte hatte er mehr Erfolg. Als diese aus der Mode kamen, wandte sich das Unternehmen der Herstellung von Spielkarten, Papiertapeten mit erhabenen Mustern zu und entwickelte Verfahren zu Bedrucken von Stoffen aus Kattun und anderen Materialien. Für Verbesserungen auf diesen Gebieten erhielt Thomas de la Rue verschiedene Patente. Auf ihn zurück gehen außerdem Verbesserungen von Druckfarben, die er sich ebenfalls patentieren ließ. Um 1858 zog sich Thomas de la Rue aus dem Unternehmen zurück und starb 1866 im Alter von 73 Jahren.
1995 erwarb das Unternehmen Portals Limited, einen führenden Hersteller von Sicherheitspapier, der seit 1724 Banknotenpapier für die Bank of England lieferte und ab 1904 an der Londoner Börse notiert war. Im März 2018 verkaufte De La Rue die Papierherstellung, behielt jedoch einen Anteil von 10 % an der neu gegründeten Firma Portals International Limited und ging eine 10-jährige garantierte Abnahmeverpflichtung ein. Im Juli 2022 beendete De La Rue diese Verpflichtung vorzeitig mit einer Einmalzahlung von 16,7 Mio. GBP.
2001 übernahm De La Rue die Firma Currency Systems International (CSI), um das eigene Portfolio für Maschinen zur Banknotenbearbeitung in Zentralbanken und Geschäftsbanken zu erweitern. Im Mai 2016 verkaufte es dieses Geschäftssegment an eine Private Equity, die es als Cash Processing Solutions (CPS) weiterbetreibt.
Im September 2008 trennte sich De La Rue im Rahmen eines Management-Buyout von seiner Sparte Bargeldmanagement, die als eigenständiges Unternehmen unter dem Namen Talaris firmierte und 2012 von der japanischen Glory übernommen wurde.
Das Unternehmen prüfte 2018, gerichtlich gegen die Entscheidung der britischen Regierung, die neuen Reisepässe in Frankreich drucken zu lassen, vorzugehen, entschied sich dann aber mangels Erfolgsaussicht dagegen.